# Romain Rolland
Romain Rolland (Clamecy, França, 1866 - Vézelay, 1944) fou un escriptor i professor universitari francès guardonat amb el Premi Nobel de Literatura l'any 1915.

## Biografia
Va néixer el 29 de gener del 1866 a la ciutat de Clamecy, població situada al departament francès de Nièvre en una família de notaris, encara que entre els seus ascendents hi havia tant camperols com gent notable. L'any 1886, va iniciar els seus estudis de filosofia a l'École normale supérieure de París, però la seva independència d'esperit el va dur a abandonar-la per no sotmetre's a la ideologia dominant. Posteriorment, va iniciar els estudis d'història al mateix centre, on es va graduar el 1889. Va passar dos anys a Roma (Itàlia), on la trobada amb Malwida von Meysenburg –que havia estat amiga de Nietzsche i Wagner– el va fer descobrir les obres mestres italianes, les quals van ser decisives en el desenvolupament del seu pensament. Quan va retornar a França l'any 1895, va realitzar el doctorat amb la seva tesi "Els orígens del teatre líric modern" i la seva dissertació doctoral amb "Una història de l'òpera a Europa abans de Lully i Scarlatti".

## Activitat professional, social i literària
Professor d'història al Lycée Henri IV i a l'École française de Rome, també fou professor d'història de la música a La Sorbona i, finalment, professor d'història de l'École Normale Supérieure.
Exigent, tímid i jove, no li agradava ensenyar. No va ser indiferent a la joventut però, "Jean-Christophe", "Olivier" i els seus amics –els herois de les seves novel·les– són joves. Però amb els joves, com amb els adults, Rolland només va mantenir relacions distants. Desitjava ser sobretot un escriptor. Segur que la literatura li donaria uns bons ingressos, va renunciar a la universitat l'any 1912. El 1915, va ser guardonat amb el Premi Nobel de Literatura com a tribut a l'elevat idealisme de la seva producció literària i a la simpatia i l'amor per la veritat, amb el qual ha descrit diversos tipus d'éssers humans", i l'any 1922 va fundar la revista Europe. 
Romain Rolland va ser un pacifista militant. El 1924, el seu llibre sobre Mohandas Gandhi va contribuir a la seva posterior reputació, i ambdós es van conèixer el 1931 a Suïssa, on Rolland s'instal·là per escriure. La seva existència va estar marcada per la passió per la música i l'heroisme, i durant tota la seva vida va buscar canals de comunió entre les persones. També va simpatitzar amb la llengua auxiliar internacional esperanto. A causa de la seva insistència per la justícia i els seus ideals humanistes, va buscar la pau durant i després de la Primera Guerra Mundial en les obres dels filòsofs de l'Índia (converses amb Rabindranath Tagore i Mohandas Gandhi) i després en el nou món que la Unió Soviètica preconitzava. Romain Rolland va rebre el fort influx de la filosofia hinduista del Vedanta, a la qual va dedicar diversos llibres. L'any 1934, fou un dels proposants de Carl von Ossietzky com a Premi Nobel de la Pau, premi que li fou atorgat l'any següent.
El seu viatge a Moscou, realitzat l'any 1935, per invitació de Maksim Gorki, fou una oportunitat per a conèixer Ióssif Stalin, i fou utilitzat de manera no oficial com a ambaixada dels artistes francesos a la Unió Soviètica. El 1937, va instal·lar-se a la ciutat de Vézelay, la qual l'any 1940 fou ocupada pels alemanys, moment en el qual es va aïllar en una completa solitud. Sense deixar de treballar, aquell mateix any va acabar les seves memòries i es va dedicar a finalitzar la seva investigació musical sobre la vida de Ludwig van Beethoven. Va morir en aquesta ciutat de la regió de Borgonya el dia 30 de desembre del 1944.

## Obra completa
- 1888: Amour d'enfants
- 1891: Les Baglioni, inèdita durant la vida de l'autor
- 1891: Empédocle, inèdita durant la vida de l'autor
- 1891: Orsino, inèdita durant la vida de l'autor
- 1892: Le Dernier Procès de Louis Berquin
- 1895: Les Origines du théâtre lyrique moderne, tesi doctoral
- 1895: Histoire de l'opéra avant Lully et Scarlatti, dissertació doctoral
- 1895: Cur ars picturae apud Italos XVI saeculi deciderit, tesi doctoral
- 1897: Saint-Louis
- 1897: Aërt, drama històric i filosòfic
- 1898: Les Loups, drama històric i filosòfic
- 1899: Le Triomphe de la raison, drama històric i filosòfic
- 1899: Danton, drama històric i filosòfic
- 1900: Le Poison idéaliste
- 1901: Les Fêtes de Beethoven à Mayence
- 1902: Le Quatorze Juillet, drama històric i filosòfic
- 1902: François-Millet
- 1903: Vie de Beethoven
- 1903: Le temps viendra
- 1903: Le Théâtre du peuple
- 1904: La Montespan, drama històric i filosòfic
- 1904-1912: Jean-Christophe, cicle de 10 volums repartits en tres sèries: Jean-Christophe, Jean-Christophe à Paris i La Fin du voyage
- 1904: L'Aube, primer volum de la sèrie Jean-Christophe
- 1904: Le Matin, segon volum de la sèrie Jean-Christophe
- 1904: L'Adolescent, tercer volum de la sèrieJean-Christophe
- 1905: La Révolte, quart volum de la sèrie Jean-Christophe
- 1907: Vie de Michel-Ange (1907)
- 1908: Musiciens d'aujourd'hui, articles i estudis sobre la música
- 1908: Musiciens d'autrefois, articles i estudis sobre la música
- 1908: Antoinette, primer volum de la sèrie Jean-Christophe à Paris
- 1908: La Foire sur la place, segon volum de la sèrie Jean-Christophe à Paris
- 1908: Dans la maison, tercer volum de la sèrie Jean-Christophe à Paris
- 1910: Haendel
- 1911: La Vie de Tolstoï
- 1911: Le Buisson ardent, primer volum de la sèrie La Fin du voyage
- 1911: Les Amies, segon volum de la sèrie La Fin du voyage
- 1912: La Nouvelle Journée, tercer volum de la sèrie La Fin du voyage
- 1912: L'Humble Vie héroïque
- 1915: Au-dessus de la mêlée, manifest pacisifat
- 1917: Salut à la révolution russe
- 1918: Pour l'internationale de l'Esprit
- 1918: L'Âge de la haine
- 1919: Colas Breugnon
- 1919: Les Précurseurs
- 1920: Clérambault
- 1920: Pierre et Luce
- 1921: Pages choisies
- 1921: La Révolte des machines
- 1922: Annette et Sylvie, volum I de L'Âme enchantée
- 1922: Les Vaincus
- 1924: L'Été, volum II de L'Âme enchantée
- 1924: Gandhi
- 1924: Mère et fils, volum III de L'Âme enchantée
- 1925: Le Jeu de l'amour et de la mort
- 1926: Pâques fleuries
- 1928: Léonides
- 1928: De l'Héroïque à l'Appassionata
- 1929: Essai sur la mystique de l'action
- 1929: L'Inde vivante
- 1929: Vie de Ramakrishna
- 1930: Vie de Vivekananda
- 1930: L'Évangile universel (1930)
- 1930: Goethe et Beethoven (1930)
- 1933: L'Annonciatrice (1933)
- 1935: Quinze Ans de combat (1935)
- 1936: Compagnons de route (1936)
- 1937: Le Chant de la Résurrection (1937)
- 1938: Les Pages immortelles de Rousseau (1938)
- 1939: Robespierre, drama històric i filosòfic
- 1943-1945: La Cathédrale interrompue, 3 volums
- 1945: Péguy

## Reconeixements
En honor seu s'anomenà l'asteroide (1269) Rollandia descobert el 20 de setembre del 1930 per Grigoriy N. Neujmin.